# آستارا (جمهوری آذربایجان)
آستارا 
(به تالشی: Ostoro) (به لاتین: Astara) یکی از شهرهای جمهوری آذربایجان واقع در جنوب‌شرقی این کشور در شهرستان آستارا و در همسایگی آستارای ایران و کرانه رودخانه آستارارود در مرز بین‌المللی میان این دو شهر قرار گرفته‌است. جمعیت این شهر بر اساس سرشماری سال ۱۹۸۹ میلادی، ۱۲٫۹۵۷ نفر و بر اساس سرشماری سال ۲۰۰۸ میلادی، ۱۵٫۴۰۰ بوده‌است.

## جغرافیا
آستارا یکی از جنوبی‌ترین شهرهای جمهوری آذربایجان است که در مرکز ناحیه تالش و در کرانه دریای کاسپین قرار گرفته است. این شهر ۱ کیلومتر تا شهر آستارا در شمال استان گیلان در ایران فاصله دارد. مسافت این شهر تا باکو پایتخت جمهوری آذربایجان ۲۸۸ کیلومتر است. پیش از ورود به شهر مزارع برنج و باغ‌های چای و مرکبات در پیرامون راه خودنمایی می‌کنند. این شهر مرکز شهرستان آستارا است. ایستگاه راه‌آهن این شهر در شمال آستارا جای دارد.

## مردم
بیش‌تر مردم این شهر از قوم ایرانی تالش هستند و به زبان تالشی صحبت می‌کنند. آستارا دومین شهر پس از شهر لنکران در کشور جمهوری آذربایجان است که جمعیت قابل‌توجهی از مردم تالش در آن زندگی می‌کنند. شماری از مردم که در دوران شوروی زندگی می‌کردند، به زبان روسی هم آشنایی دارند.

## ریشه واژه
ریشه واژه این شهر همانند آستارا در ایران از ریشه واژه تالشی هاسته راه به معنی آهسته‌راه گرفته شده و دلیل این نامگذاری وجود باتلاق‌ها و مرداب‌ها و آبگیر‌های بسیار در این منطقه بوده‌است. برخی نیز آن راه از واژه اُستور و می‌دانند که هم‌اکنون در میان مردم تالش این ناحیه به کار می‌رود و به‌معنی راهی است که با استر پیموده می‌شود. پیش‌تر به دلیل مردابی بودن این ناحیه کاروان‌های عازم به شروان یا گیلان مجبور به گذر از کناره ساحل با قاطر و استر به‌صورت پشت سر هم بودند.

## دین
دین بیشتر مردم شهر اسلام و مذهب آن‌ها شیعه است اما در توابع شهر شمار قابل توجهی از تالش‌های اهل سنت نیز سکونت دارند.

## تاریخچه
دو شهر آستارا که در دو کشور ایران و جمهوری آذربایجان قرار دارند، پیش از جنگ‌های ایران و روسیه در دوره خانات تالش یک شهر بوده‌اند که پس از آن بخش شهری و پرجمعیت تر برای ایران و بخش وسیع‌تر و حاصلخیزتر که برای فعالیت‌های کشاورزی بسیار مناسب بود بر اساس پیمان گلستان و پیمان ترکمانچای از گیلان جدا و به روسیه تزاری واگذار شد. در دوره امپراتوری روسیه، آستارا بخشی از استان لنکران در فرمانداری باکو بود. شهرداری این شهر در سال ۱۹۴۵ میلادی بنیان‌گذاری شد.

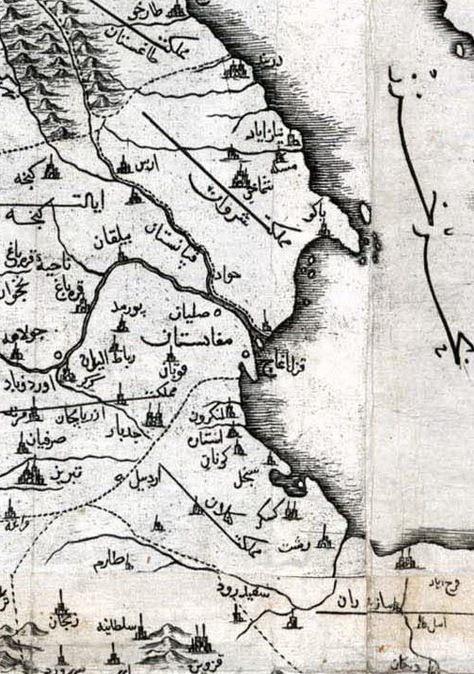
نقشهٔ ممالک ایران از ابراهیم متفرقه در سال ۱۷۲۹- در این نقشه از شهرهای آستارا و لنکران به عنوان بخشی از ناحیه گیلان یاد شده است.

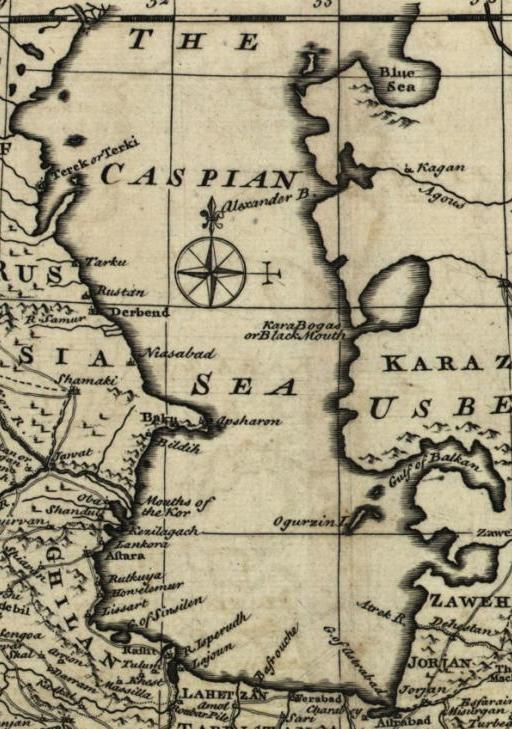
نقشه‌ای از دریای کاسپین که به دست امانوئل بوئن در سال ۱۷۴۷ میلادی کشیده شده است. شهرهای آستارا و لنکران در گوشه چپ پایین به عنوان بخشی از ناحیه گیلان دیده می‌شود.

این شهر در دوره امپراتوری روسیه، یکی از روستاهای ناحیه لنکران در استان باکو بود. آستارا در سال ۱۹۱۱ میلادی دارای یک اداره گمرک، یک پاسگاه مرزی با یک درمانگاه، یک اداره پست و تلفن، یک کلیسای ارتدکس، یک بازار و یک داروخانه بود. در سال ۱۹۱۵، یک شرکت نفتی در آن گشایش یافت.
در طول جنگ داخلی پس از فروپاشی امپراتوری روسیه آستارا چندین بار میان بلشویک‌ها و حزب مساوات باکو دست به دست شد. این شهر در ۴ می ۱۹۲۰  میلادی در عملیات باکو به اشغال ارتش سرخ درآمد.  در دسامبر همان سال، دسته‌هایی از شورشیان که در ناحیه لنکران به فرماندهی جمال پاشا فعالیت می‌کردند به پادگان آستارا حمله کردند و سربازان ارتش سرخ را وادار به ترک شهرک و رفتن به سمت ایران کردند. رزم‌ناوهای شوروی در سحرگاه ۲۳ دسامبر به آستارا نزدیک شدند و نیروها به درون شهر وارد شدند و با شکستن مقاومت مردمی با توپخانه کشتی‌های ناوگان کاسپین، یگان‌های ارتش سرخ دوباره حکمرانی بر آستارا را به دست گرفتند.

## آب و هوا
این شهر دارای اقلیم و آب و هوای اقلیم نیمه‌گرمسیری مرطوب و اقلیم مدیترانه‌ای است. این شهر یکی از پربارش‌ترین نقاط در جمهوری آذربایجان است و همراه با لنکران در رده‌های نخست بارش در این کشور قرار دارند. آستارا دارای تابستان‌های بسیار گرم، نیمه‌خشک/نیمه‌مرطوب و زمستان‌های خنک، مرطوب و پربارش است. این شهر فقط در دو ماه از فصل تابستان سطح بارندگی کمتر از ۴۰ میلی‌متر دارد.
| داده‌های اقلیم آستارا    | داده‌های اقلیم آستارا | داده‌های اقلیم آستارا | داده‌های اقلیم آستارا | داده‌های اقلیم آستارا | داده‌های اقلیم آستارا | داده‌های اقلیم آستارا | داده‌های اقلیم آستارا | داده‌های اقلیم آستارا | داده‌های اقلیم آستارا | داده‌های اقلیم آستارا | داده‌های اقلیم آستارا | داده‌های اقلیم آستارا | داده‌های اقلیم آستارا |
| ماه                     | ژانویه               | فوریه                | مارس                 | آوریل                | مه                   | ژوئن                 | ژوئیه                | اوت                  | سپتامبر              | اکتبر                | نوامبر               | دسامبر               | سال                  |
| ----------------------- | -------------------- | -------------------- | -------------------- | -------------------- | -------------------- | -------------------- | -------------------- | -------------------- | -------------------- | -------------------- | -------------------- | -------------------- | -------------------- |
| سابقهٔ بیش‌ترین °C (°F)   | ۲۲٫۱ (۷۲)            | ۲۶٫۱ (۷۹)            | ۲۸٫۸ (۸۴)            | ۲۹٫۰ (۸۴)            | ۳۳٫۴ (۹۲)            | ۳۸٫۰ (۱۰۰)           | ۳۸٫۰ (۱۰۰)           | ۴۰٫۰ (۱۰۴)           | ۴۰٫۰ (۱۰۴)           | ۳۱٫۳ (۸۸)            | ۲۸٫۷ (۸۴)            | ۲۵٫۷ (۷۸)            | ۴۰٫۰ (۱۰۴)           |
| میانگین بیش‌ترین °C (°F) | ۸٫۸ (۴۸)             | ۸٫۸ (۴۸)             | ۱۰٫۶ (۵۱)            | ۱۵٫۶ (۶۰)            | ۲۱٫۲ (۷۰)            | ۲۵٫۸ (۷۸)            | ۲۹٫۵ (۸۵)            | ۲۹٫۰ (۸۴)            | ۲۵٫۱ (۷۷)            | ۱۹٫۶ (۶۷)            | ۱۴٫۶ (۵۸)            | ۱۰٫۷ (۵۱)            | ۱۸٫۵ (۶۵)            |
| میانگین کم‌ترین °C (°F)  | ۳٫۲ (۳۸)             | ۳٫۲ (۳۸)             | ۵٫۵ (۴۲)             | ۹٫۵ (۴۹)             | ۱۴٫۵ (۵۸)            | ۱۸٫۰ (۶۴)            | ۲۱٫۱ (۷۰)            | ۲۱٫۱ (۷۰)            | ۱۸٫۲ (۶۵)            | ۱۳٫۷ (۵۷)            | ۸٫۸ (۴۸)             | ۴٫۷ (۴۰)             | ۱۲٫۰ (۵۴)            |
| سابقهٔ کم‌ترین °C (°F)    | −۷٫۸ (۱۸)            | −۱۳ (۹)              | −۶٫۱ (۲۱)            | −۳٫۹ (۲۵)            | −۲٫۸ (۲۷)            | ۶٫۰ (۴۳)             | ۱۱٫۱ (۵۲)            | ۱۰٫۰ (۵۰)            | ۱۰٫۰ (۵۰)            | −۲٫۸ (۲۷)            | −۷٫۸ (۱۸)            | −۱۵ (۵)              | −۱۵ (۵)              |
| بارندگی میلی‌متر (اینچ)  | ۸۵ (۳٫۳۵)            | ۸۹ (۳٫۵)             | ۹۹ (۳٫۹)             | ۵۴ (۲٫۱۳)            | ۵۶ (۲٫۲)             | ۳۵ (۱٫۳۸)            | ۳۴ (۱٫۳۴)            | ۶۴ (۲٫۵۲)            | ۱۹۰ (۷٫۴۸)           | ۲۸۸ (۱۱٫۳۴)          | ۱۶۷ (۶٫۵۷)           | ۱۰۳ (۴٫۰۶)           | ۱٬۲۶۴ (۴۹٫۷۷)        |
| منبع: climatebase.ru    |                      |                      |                      |                      |                      |                      |                      |                      |                      |                      |                      |                      |                      |

## ترابری
راه‌آهن از این شهر به باکو می‌رود که به زودی به راه‌آهن آستارا-رشت-تهران متصل خواهد شد و باعث رشد اقتصاد منطقه خواهد بود. هم‌اکنون راه‌آهن دو شهر آستارا بر روی پل مرزی رودخانه آستاراچای ساخته شده و به بهره‌برداری رسیده است.

## کشاورزی
هم‌اکنون در پیرامون این شهر مزارع برنج و چای بسیاری مشاهده می‌شود. کشت مرکبات نیز در حال گسترش است. این ناحیه دارای خاک بسیار حاصلخیز و مرغوب برای کشت و کار است.

## اقتصاد
اقتصاد دو شهر آستارا به هم گره خورده‌است، به‌گونه‌ای که مردمان آستارا در آن‌سوی مرز به ویژه در چد سال گذشته و در پی کاهش ارزش پول ایران هر روز با استفاده از روادید روزانه به آستارا در ایران می‌آیند و لوازم و نیازهای خود را فراهم می‌کنند.

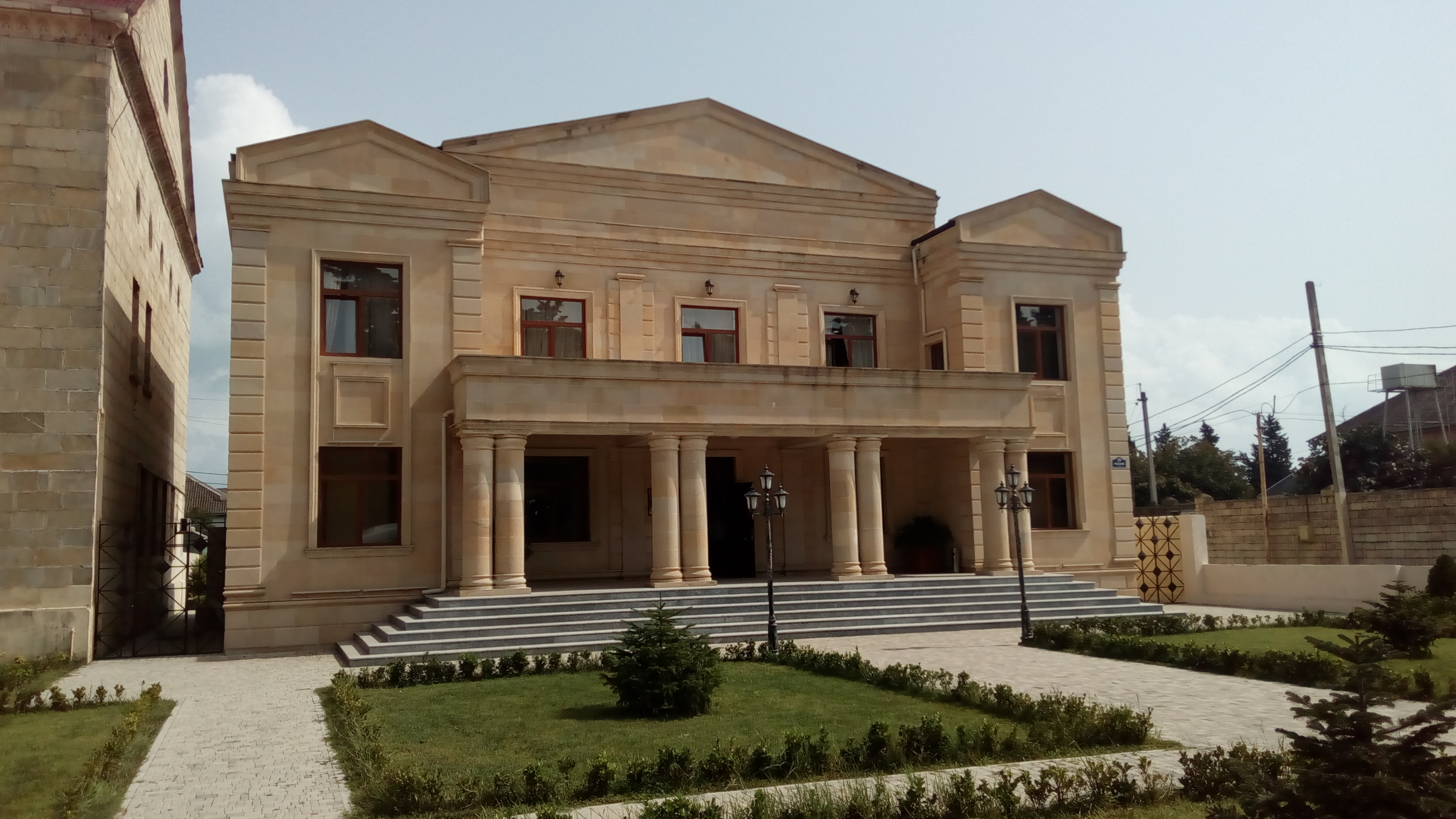
یک ساختمان اداری در آستارا

## گردشگری

### دریای کاسپین
این شهر در کرانه دریای کاسپین جای دارد و گستره ساحلی آن مقصد بسیاری از گردشگران در جمهوری آذربایجان است.

### برج تلویزیون آستارا
با افزایش تقاضا برای پخش تلویزیونی و رادیویی در اوایل دهه ۱۹۸۰ میلادی، برج تلویزیونی آستارا ساخته شد. این  برج تلویزیونی منحصر به فرد طراحی شده است، زیرا قله آن به یک سازه فولادی متقاطع مانند افقی است.

## فرهنگ
آستارا از نظرهای مختلف و به دلیل ریشه فرهنگی مشترک با آستارا در ایران دارای فرهنگی ایرانی و تالشی است.

## غذا و خوراک
لونگی ماهی و مرغ غذای سرشناس این شهر و دیگر شهرهای ناحیه تالش در ایران و جمهوری آذربایجان است.

## رسانه
برج تلویزیونی آستارا که از دهه ۱۹۸۰ میلادی ساخته شده است باعث دریافت و پخش بسیاری از شبکه‌ها و رسانه‌های دیداری و شنیداری جمهوری آذربایجان حتی تا شعاع ۷۰ کیلومتری در خاک ایران می‌شود.

## افراد و چهره‌های شناخته‌شده
- کاظم عظیم‌اف (زاده ۱۹۵۱)، پژوهشگر فلسفه، فرهنگ‌شناس، جامعه‌شناس و خاورشناس
- ضیا بنیادف (۱۹۲۳–۱۹۹۷) تاریخ‌نگار و از فرماندهان حاضر در جنگ جهانی دوم
- ذاکر حسن‌اف (زاده ۱۹۵۹) وزیر دفاع جمهوری آذربایجان (از ۲۰۱۳ میلادی)

## نگارخانه

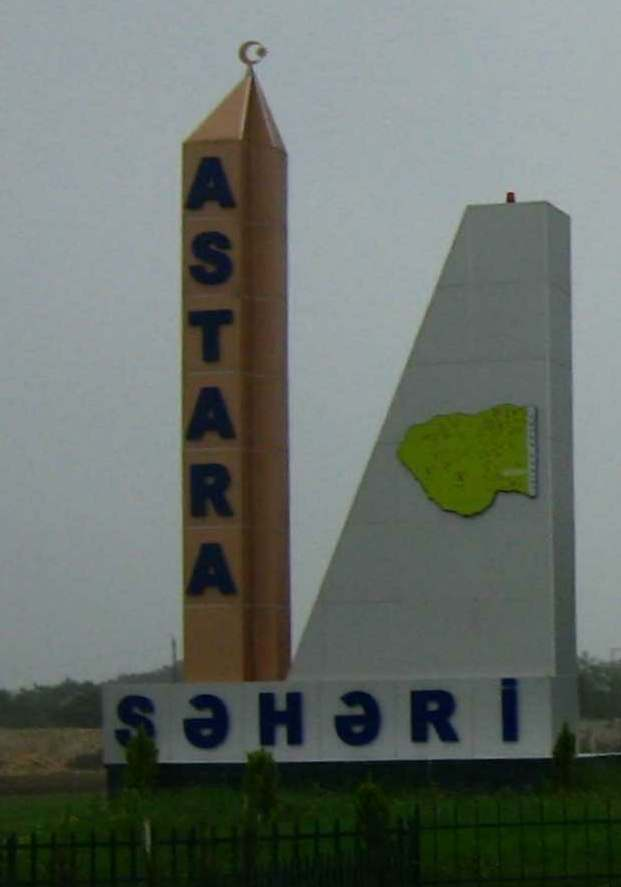
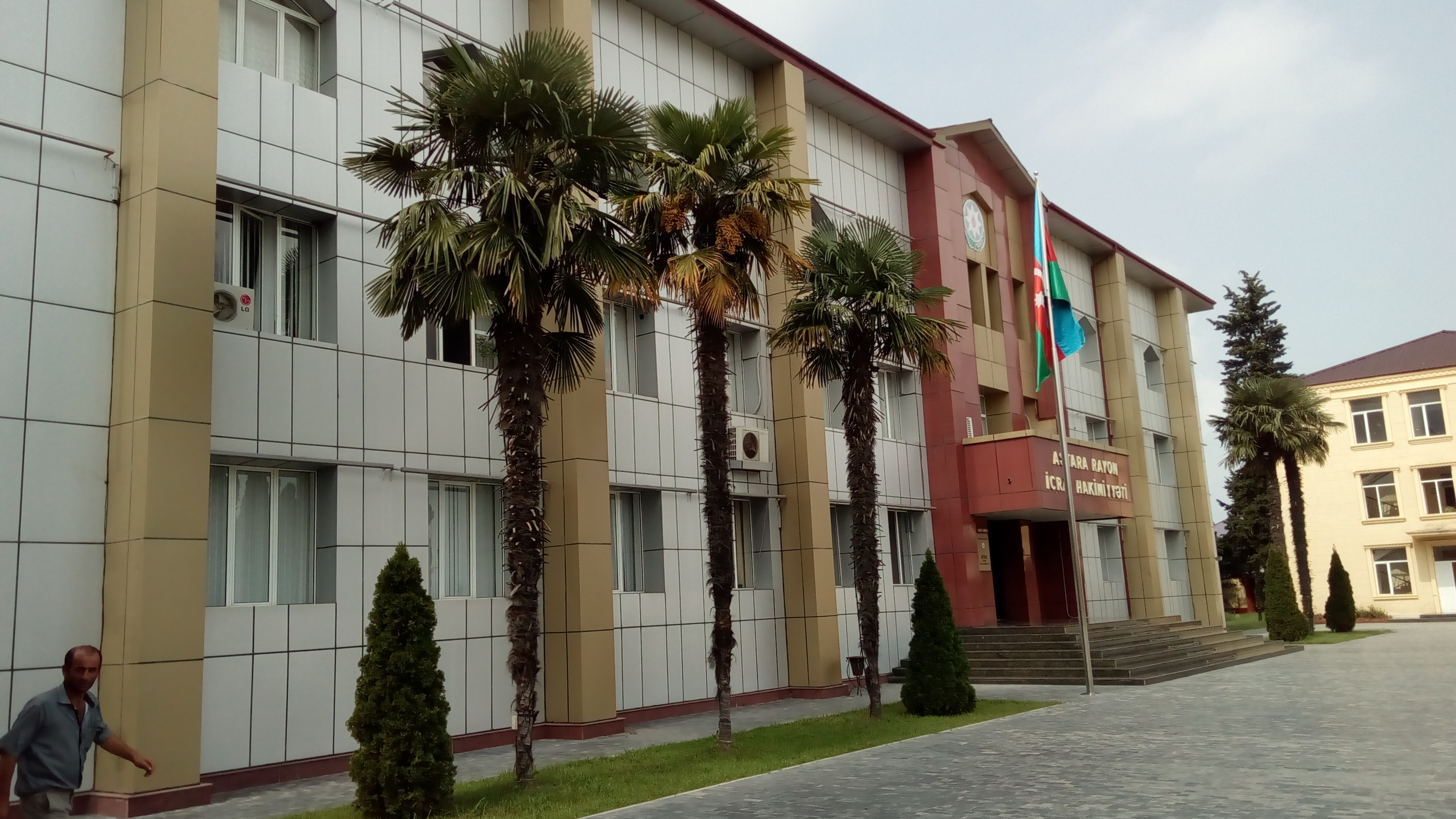
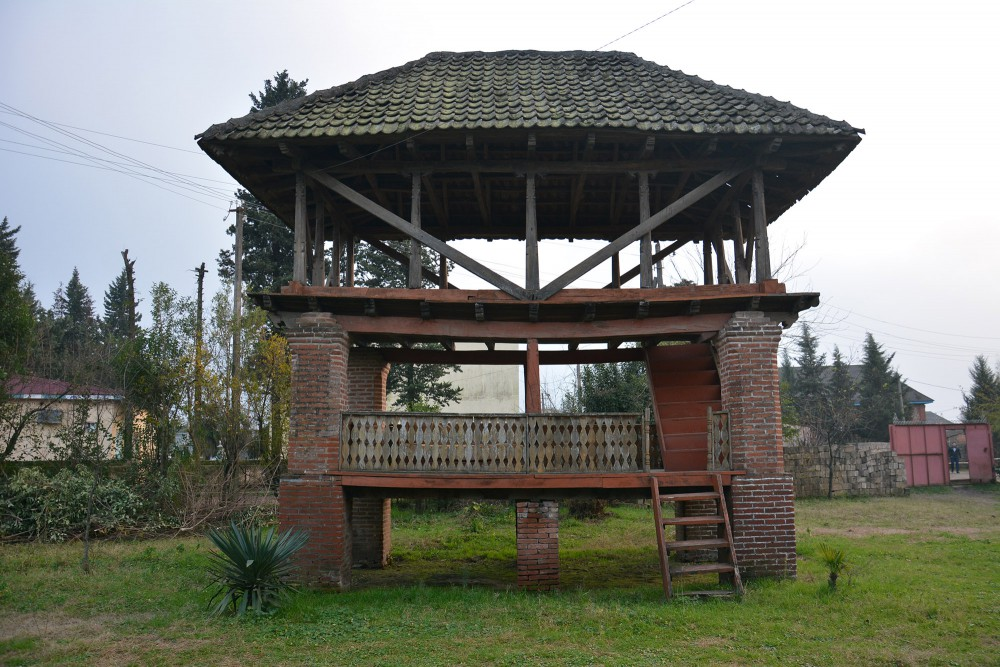
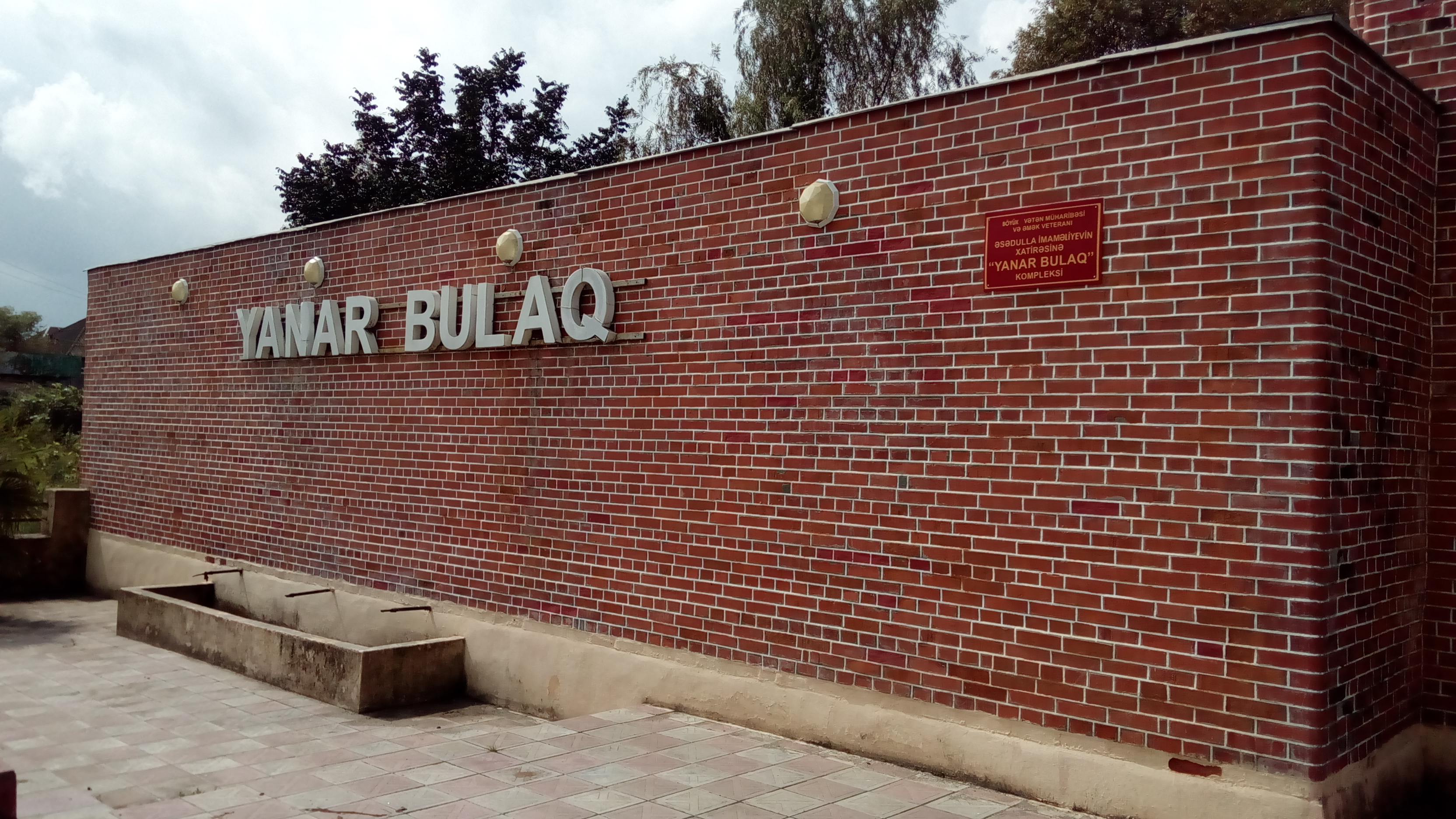
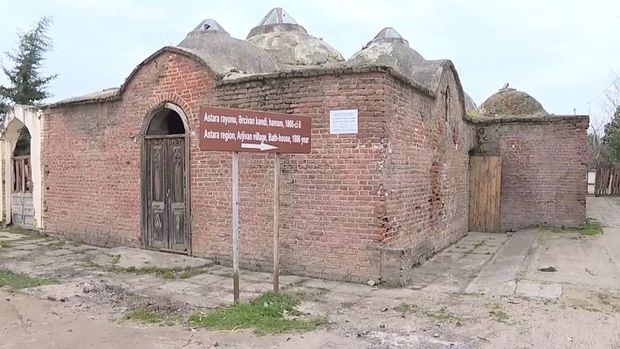
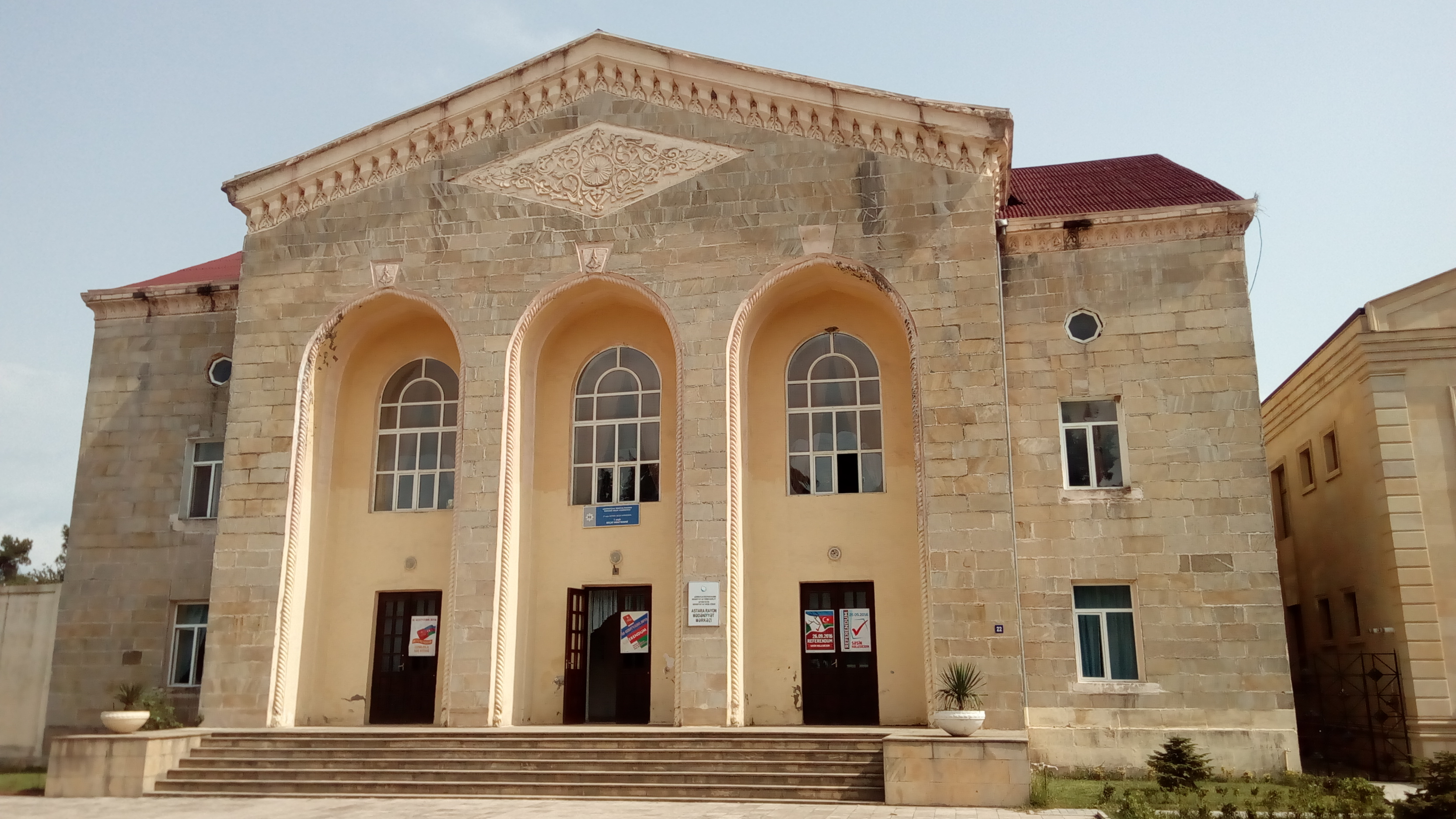
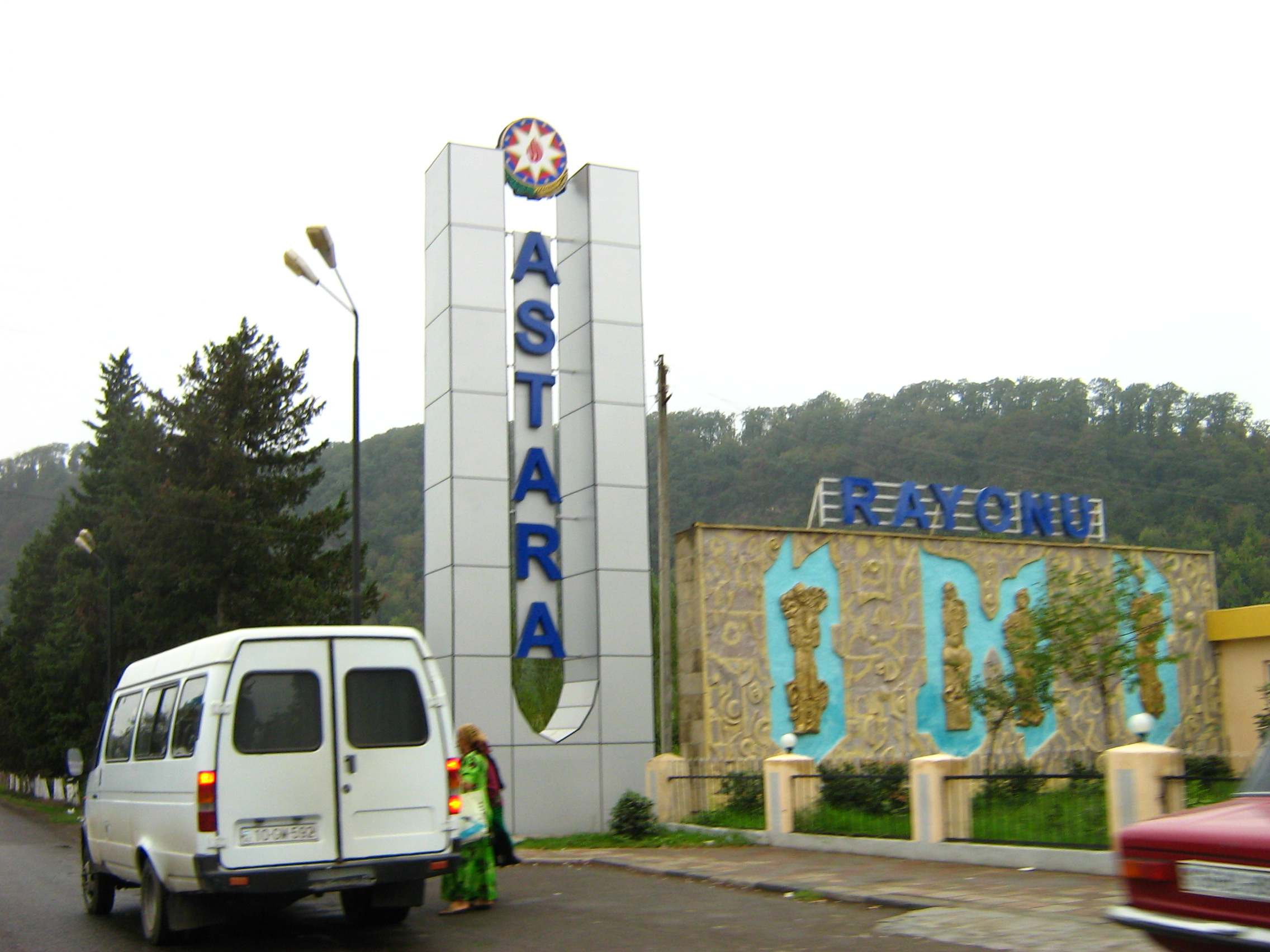
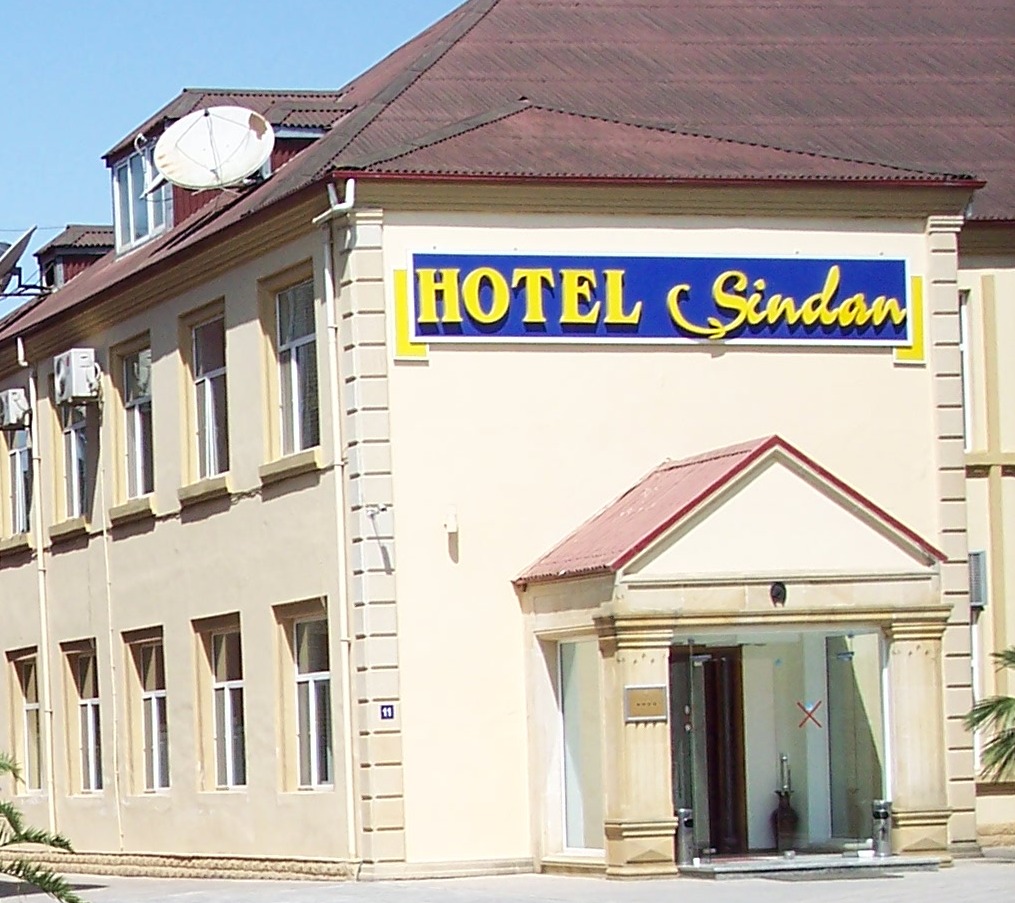
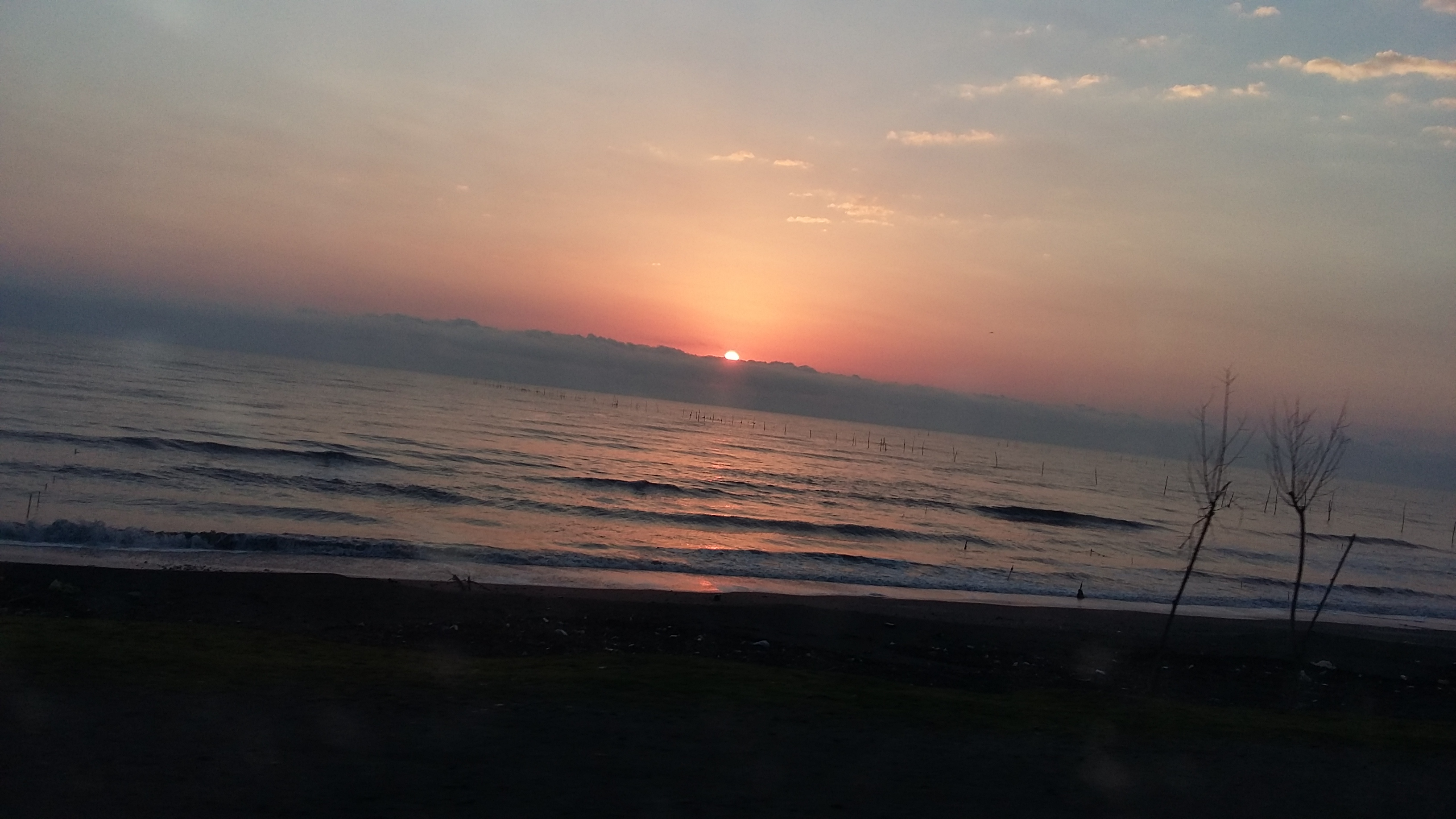
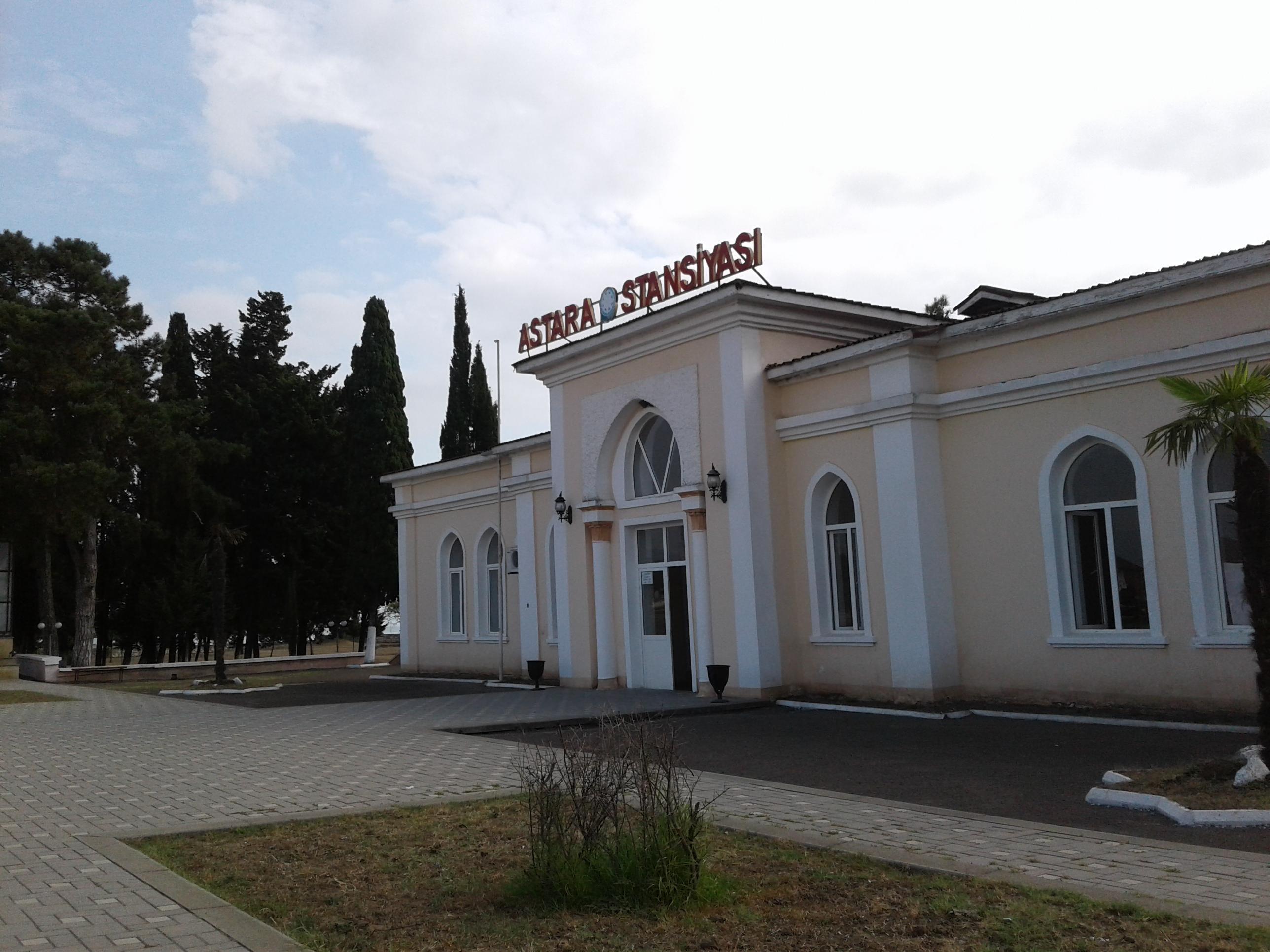
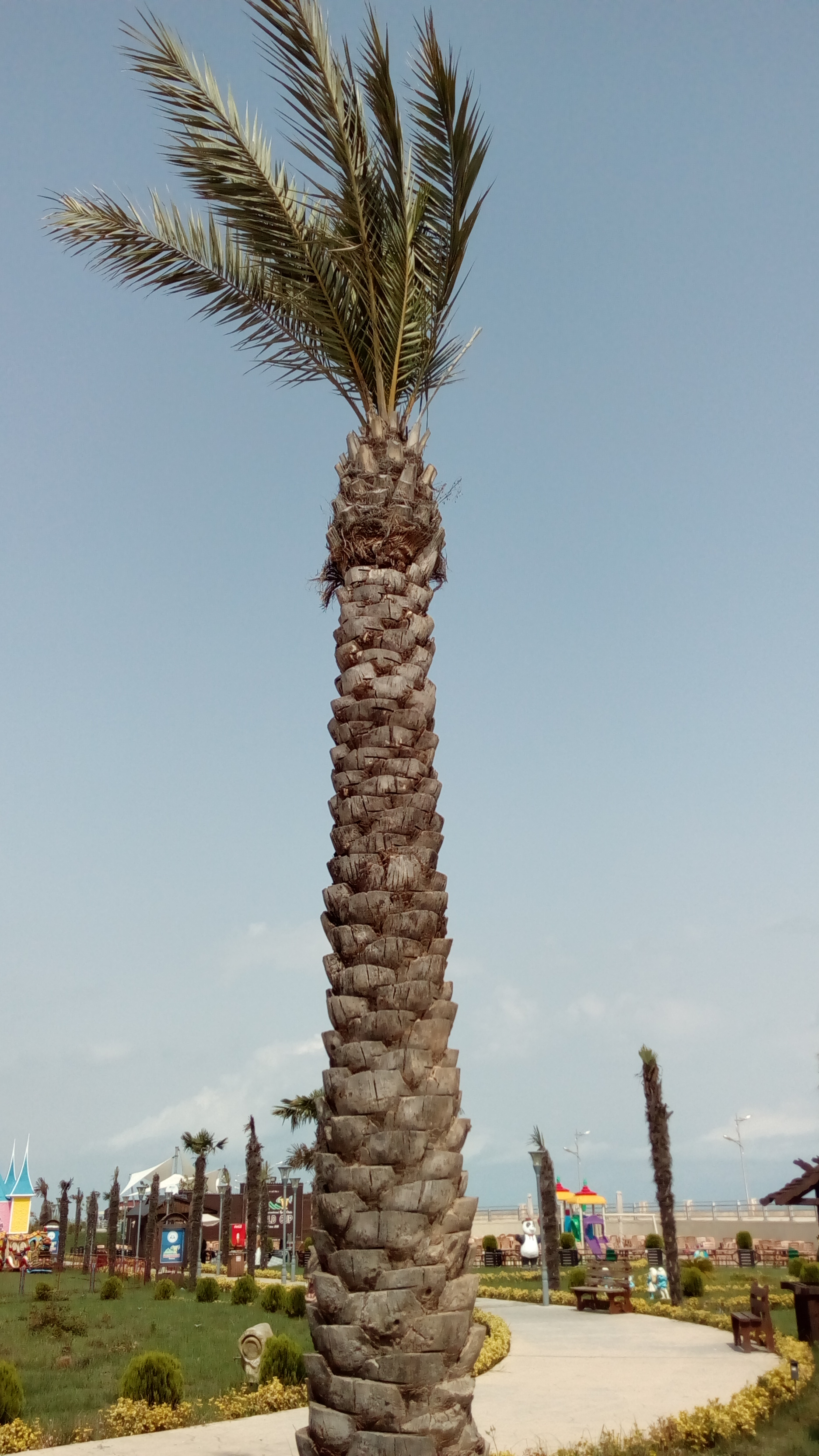
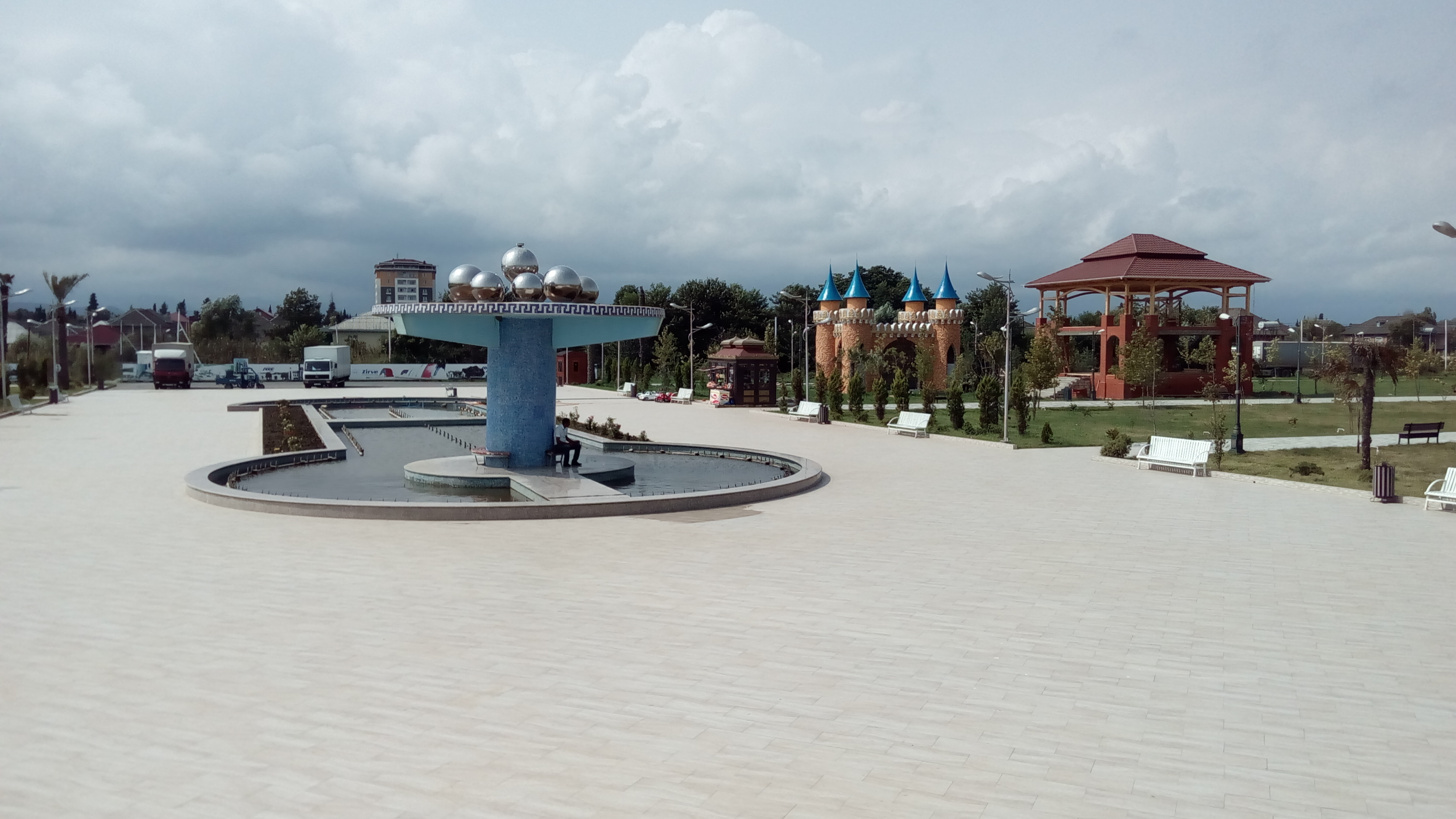
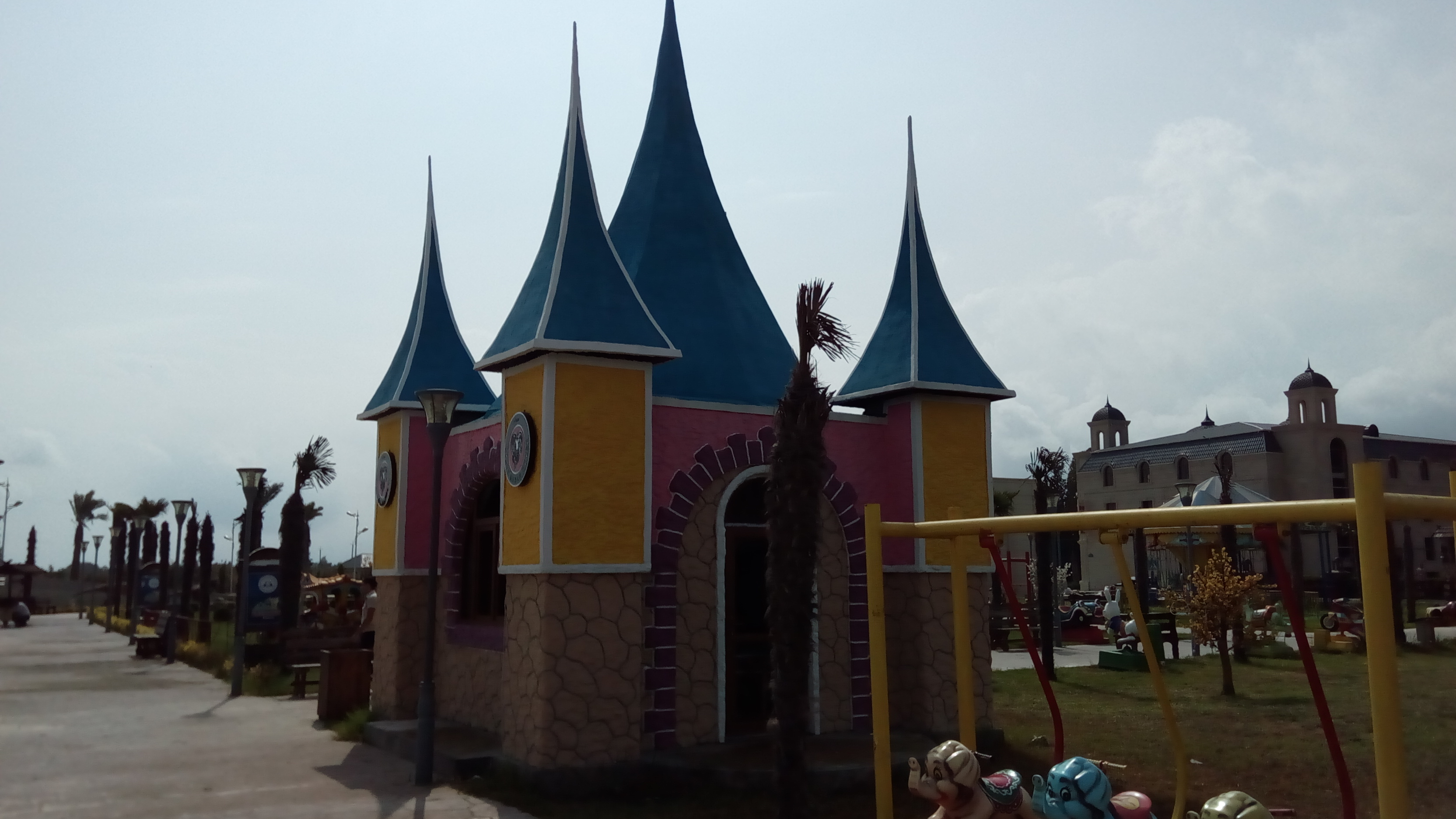
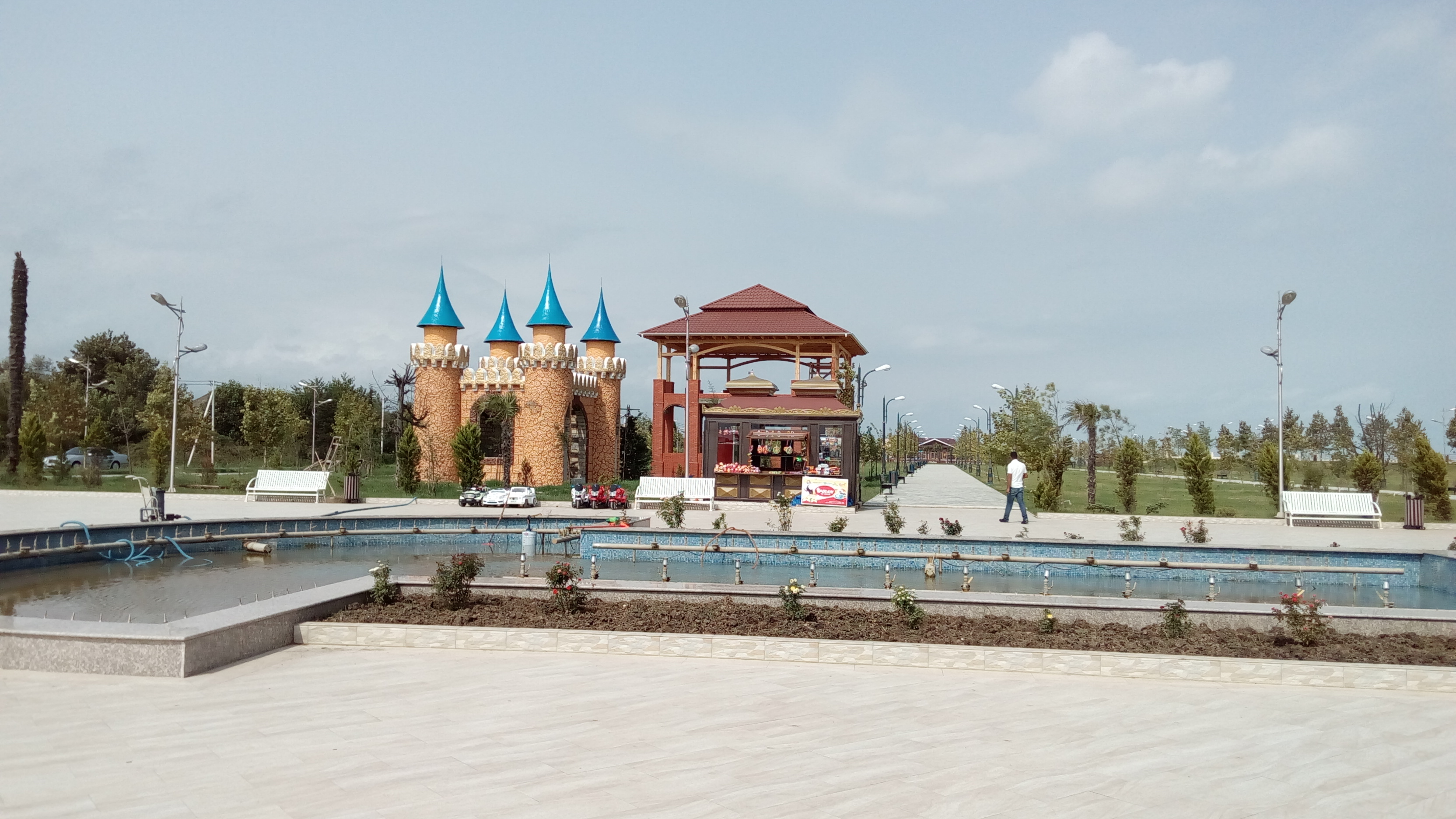
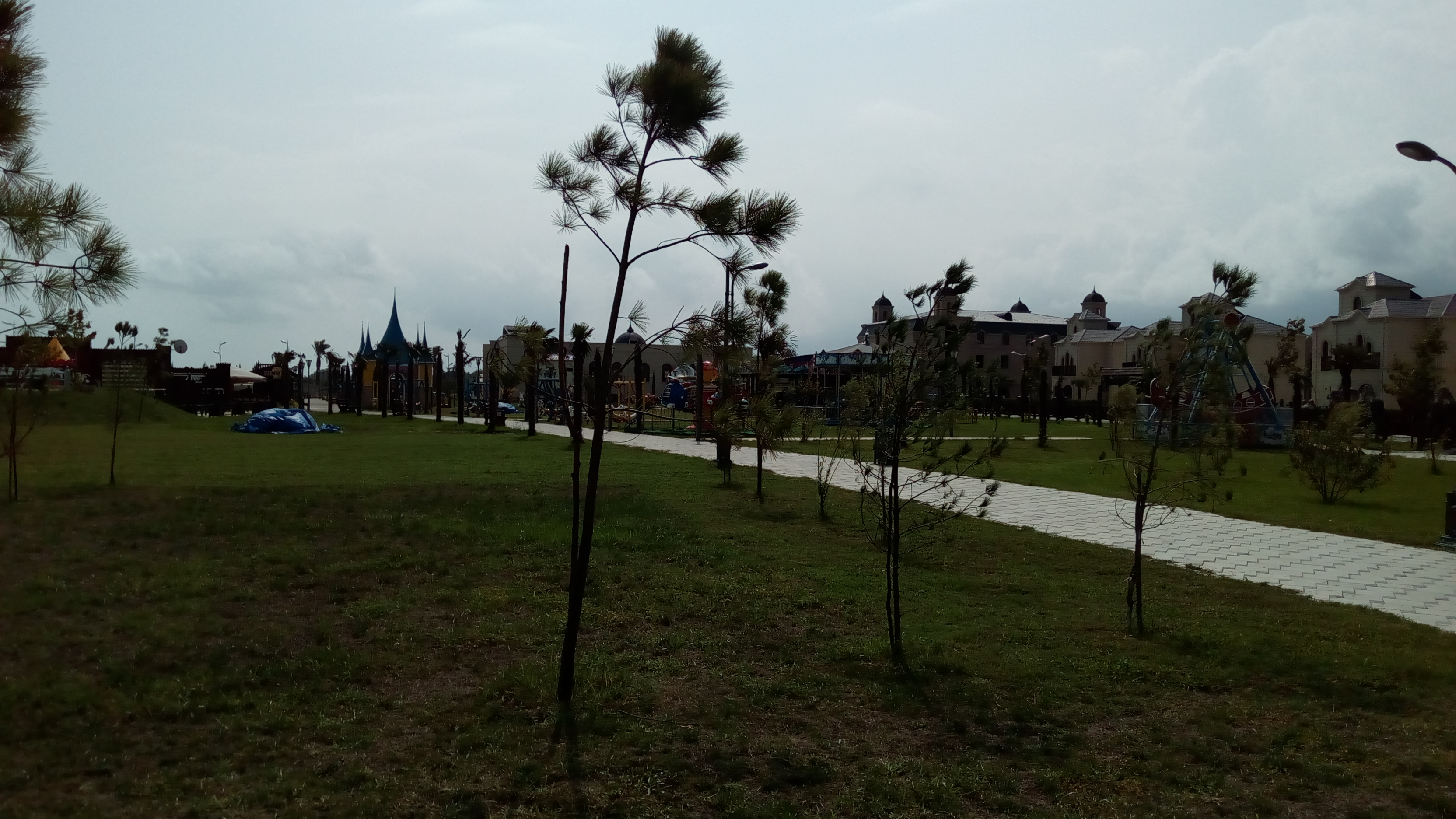
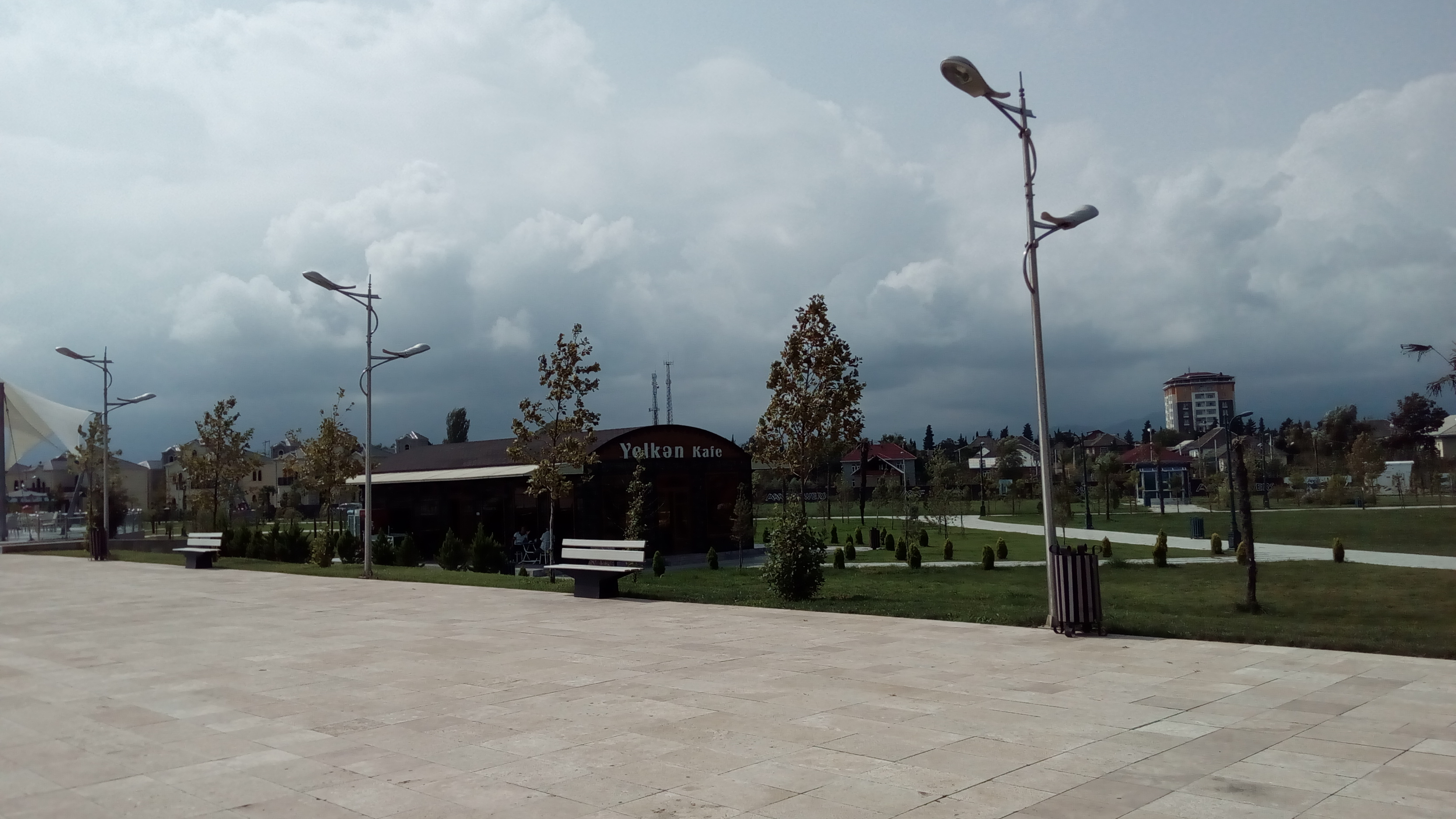
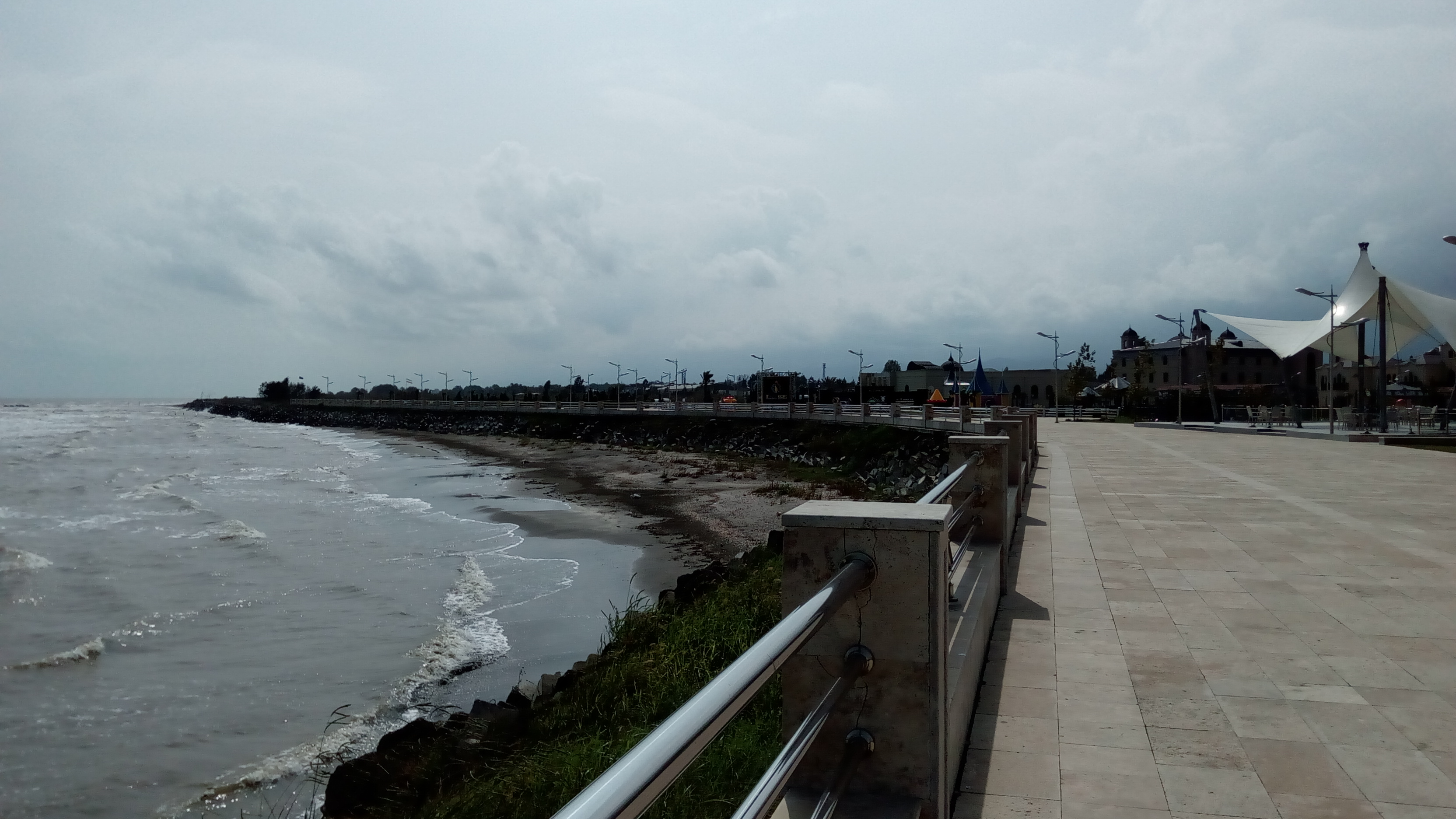